# Янъы Дюнья
Янъы Дюнья або Yañı Dünya (укр. Новий світ) — республіканська газета кримськотатарською мовою, яка виходить у Криму щосуботи накладом 3,7 тис. примірників.
Перший номер газети вийшов у Москві 1918 року. ЇЇ певним чином розглядали як продовження газети «Терджиман», яку видавав відомий кримськотатарський інтелектуал Ісмаїл Ґаспринський.
У перший період його персонал складався з громадян Туреччини, які не брали участі у війні або не мали можливості брати участь з будь-яких причин. Її першим редактором був турецький комуніст Мустафа Субхі, який пізніше заснував Комуністичну партію Туреччини. Газета публікувала статті, які рішуче підтримували більшовицьку революцію.
Пізніше газета переїхала до Сімферополя (Акмесцит). Наприкінці 1930-х її було перейменовано на «Къызыл Къырым» (Червоний Крим). З 1936 по 1940 рр. частину випусків газети оформив художник-орнаменталіст Амет Калафатов.
Внаслідок депортації кримських татар 1944 року видавництво газети було припинено. 1957 року газета почала виходити в Ташкенті під назвою «Ленин байрагъы» (Ленінський прапор). На той час газета була друкованим органом ЦК КП Узбецької РСР. У 1970-ті роки газета виходила тричі на тиждень накладом 23 тис. примірників.
1991 року редакція газети переїхала до Сімферополя, а її назву було повернено до початкової «Янъы Дюнья». 2007 року наклад становив 2,5 тис. примірників.
Після анексії Криму Росією газета також почала стикатися з проблемами. Кабінет Міністрів нового уряду видав указ про ліквідацію юридичної особи газети «Янъы Дюнья» та журналу «Йылдыз» (Yıldız) під виглядом «реорганізації». Передбачалося включення обох установ до Медіацентру імені Ісмаїла ГҐаспринського. Йшлося про позбавлення видань не лише їхньої незалежності, а й статусу юридичної особи. Співробітники обох установ, журналісти та письменники, категорично виступили проти нових правил, вимагаючи ретельнішої роботи та вивчення питання з метою збереження статусу юридичної особи видань. Крім того, вони вимагали внесення необхідних виправлень до постанови Кабінету Міністрів. Вони заявили, що у разі відсутності відповіді на їхні вимоги, вони звернуться до вищих державних органів Російської Федерації і навіть до прем'єр-міністра. Однак досягти жодного результату їм не вдалося.
Тиск окупаційної влади на газету тривав і надалі, і 29 серпня 2015 року Зера Бекірова, яка 30 років працювала в газеті, а останні шість років обіймала посаду головної редакторки, подала у відставку. Згодом частина співробітників газети також подала заяви про звільнення. У заявах причиною відставки вказувалися тиск і цензура з боку уряду. У цей період газета організовувала конкурси та марафони для збереження та розвитку кримськотатарської мови. Голова Меджлісу кримськотатарського народу Рефат Чубаров, коментуючи це питання, заявив: «Особливо ницу роль у звільненні Зери Бекірової відіграв Айдер Еміров» і розкритикував Айдера Емірова, якого звинуватив у колабораціонізмі після призначення його директором Медіацентру імені Ісмаїла Ґаспринського, створеного за підтримки підконтрольної Кремлю адміністрації.

## Відомі співробітники
- Іса Абдурахманов — починаючи з 1961 року його вірші з'являються на сторінках газети «Ленін байрагъы».
- Велі Абілєв — із 1935 до 1938 року виконувач обов'язків редактора в газеті «Янъы Дюнья».[9]
- Джеппар Акімов — до Німецько-радянської війни працював редактором у газеті «Къызыл Къырым». До приходу німецьких військ до Криму, за рішенням партійних органів, Акімов евакуйований з призначенням головним редактором газети «Къызыл Къырым» в евакуації.
- Шаміль Алядін — у 1936 р. заступник редактора кримської газети «Янъы Дюнья».
- Юсуф Болат — з 1941 року — заступник редактора газети «Къызыл Къырым» (Червоний Крим); у 1961—1984 роках завідувач відділом, потім відповідальний секретар і пізніше заступник редактора газети «Ленин байрагъы» («Ленінське знамя»).
- Бекір Ваап — до Німецько-радянської війни друкував свою поезію, зокрема в газеті «Къызыл Къырым».
- Аблязіз Велієв — у 1969—1985 роках працював у редакції газети «Ленин байрагъы»; після повернення на батьківщину мешкав у місті Сімферополі та працював заступником редактора газети «Янъы дюнья».
- Осман Абдул Гані Дерен-Айєрли — 1922 року стає редактором газети «Янъы Дюнья», у статтях наголошує на національному розвитку республіки, пропонуючи співвітчизникам брати до своїх рук управління економікою, виробництвом. За це його виключили з обкому партії і відсторонили від роботи в газеті «Янъы Дюнья».
- Джафер Гафар — у 1928 році працював редактором газети «Янъы Дюнья».
- Тімур Даґджі — з 1982 по 1985 рік головним редактором газети «Ленин байрагъы».
- Абдулла Дерменджи — у 1934—1937 роках працював літературним співробітником, завідувачем відділу, заступником редактора газети «Янъы Дюнья», у 1957—1968 роках — відповідальний секретар, потім заступник редактора газети «Ленин байрагъи».[10]
- Керім Джаманакли — почав публікувати вірші з 1924 року, вони друкувалися в національних періодичних виданнях, зокрема в «Янъы Дюнья», «Къызыл Крым», а наприкінці 1950-х творів автора друкували на сторінках кримськотатарської газети «Ленин байрагъы», що видавалася в Узбекистані.
- Сеітумер Емін — наприкінці 90-х років твори поета публікувалися зокрема в газеті «Янъы Дюнья».
- Умер Іпчі — з другої половини 1920-х років був співробітником газети «Янъы Дюнья».
- Абселям Іслямов - головний редакото гразети «Ленин байрагъы» з 1957 по 1982 рік.[11]
- Юнус Кандимов — 1981—1989 — кореспондент, завідувач відділу кримськотатарської газети «Ленин байрагъы» (Ташкент); 1989—1993 — кореспондент газет «Янъы Дюнья» («Новий світ»); 1996—2001 — завідувач відділу газети «Янъы Дюнья».
- Ісмаїл Леманов — з 1921 до 1934 року штатним співробітником газети «Янъы Дюнья» в Сімферополі.
- Джеваріє Меджитова — 1938 року написала вірш, присвячений безпосадочному перельоту Москва — Далекий Схід, який опублікували в газеті «Къызыл Къырым», а потім у перекладі російською мовою в газеті «Красный Крым». Під час депортації була постійною авторкою газети «Ленин байрагъы».
- Сафтер Нагаєв — у 1965—1987 роках — літературний співробітник і завідувач відділом республіканської газети «Ленин байрагъы» («Ленінський прапор»).
- Айдер Осман — після закінчення факультету журналістики Ташкентського університету до 1985 р. працював у газеті «Ленин байрагъы».
- Мустафа Селімов — багато років писав для газети «Ленін байрагъы», консультував рубрику «Джесарет» (мужність), присвячену участі у Німецько-радянській війні кримських татар[12].
- Сейран Сулейман — журналіст і перекладач.
- Раїм Тинчеров — 1957 року розпочав роботу в першій кримськотатарській газеті повоєнного періоду «Ленин байрагъы», де пропрацював до останніх днів життя (до 1973).
- Ервін Умеров — працював протягом 5 років літспівробітником газети «Ленин байрагъы» (Ташкент).
- Нузет Умеров — з 1984 по 2006 рік головний редактор найстарішої кримськотатарської газети «Янъы Дюнья».
- Різа Фазил — у 1965—1980 роках — співробітник ташкентської кримськотатарської газети «Ленин байрагъы», працював перекладачем і начальником відділу.